# Ihor Szolin
Ihor Mykołajowycz Szolin, ukr. Ігор Миколайович Шолін (ur. 4 czerwca 1985 w Niżynie, Ukraińska SRR, zm. 16 grudnia 2009 w Chmielnickim, Ukraina) – ukraiński piłkarz, grający na pozycji pomocnika.

## Kariera piłkarska

### Kariera klubowa
Wychowanek klubu Junist' Czernihów, a potem RWUFK Kijów, barwy których bronił w juniorskich mistrzostwach Ukrainy (DJuFL). W 2003 rozpoczął karierę piłkarską w amatorskiej drużynie FK Niżyn, skąd w następnym roku przeszedł do klubu Nistru Otaci. W 2005 został piłkarzem Karpat Lwów. W sezonie 2006/07 występował w mołdawskim klubie Dacia Kiszyniów, po czym powrócił do FK Niżyn. W sierpniu 2008 podpisał kontrakt z Podillia-Chmelnyćkyj Chmielnicki.
Fatalną dla gracza stała się grą pierwszego etapu Pucharu Ukrainy sezonu 2009/10 z klubem Irpiń Horenicze. 18 lipca 2009 autobus z piłkarzami Dynama Chmielnicki miał wypadek w pobliżu miejscowości Bucza w pobliżu Kijowa. W wyniku wypadku większość pasażerów autobusu otrzymali niewielkie obrażenia, a Szolin i 2 graczy w stanie krytycznym przetransportowano do szpitalu. Szolin przeniósł operację, ale pozostał prawie na sześć miesięcy w śpiączce. Zmarł w dniu 16 grudnia 2009 r. w Obwodowym Szpitalu w Chmielnickim.

## Sukcesy i odznaczenia

### Sukcesy klubowe
- wicemistrz Pierwszej lihi Ukrainy: 2006